# Andreas Conrad
Andreas Conrad (geboren um 1959 in Magdeburg) ist ein deutscher Opernsänger (Tenor).

## Leben
Conrad, der in Dresden aufwuchs und dem Kreuzchor angehörte, studierte Gesang bei Marianne Fischer-Kupfer an der Musikhochschule Carl Maria von Weber in Dresden. Nach drei Jahren im Opernstudio der Dresdner Staatsoper wurde er 1984 an die Komische Oper Berlin engagiert, der er bis 2007 verbunden blieb. Hier verkörperte er alle wichtigen Partien des Spiel- und Charakterfachs und wurde 1998 zum Berliner Kammersänger ernannt. Parallel dazu gastierte Andreas Conrad an bedeutenden Opernhäusern, wie dem Royal Opera House Covent Garden in London, in Nizza, Dresden, Buenos Aires, Madrid, Barcelona und beim KlangBogen Wien, wo er gemeinsam mit Plácido Domingo in Menottis Goya auf der Bühne stand. 1997 debütierte er als Pedrillo in Die Entführung aus dem Serail bei den Salzburger Festspielen und war hier 1999 auch als Monostatos in der Zauberflöte zu sehen und hören.
Bei den Wiener Festwochen sang er 2007 den Tscherewin in Janáčeks Aus einem Totenhaus. Diese Inszenierung von Patrice Chéreau wurde schließlich auch in Amsterdam, Aix-en-Provence, an der New Yorker Metropolitan Opera und an der Mailänder Scala gezeigt. Als Steuermann debütierte er im 2008 an der Washington National Opera, wohin er 2009 als Mime im Siegfried zurückkehrte. 2009 verkörperte er den Aron in Schönbergs Moses und Aron bei der RuhrTriennale. 2011 sang er an der Opéra de Monte-Carlo erstmals den Herodes in Strauss’ Salome. An der Opéra National de Paris übernahm er den Vašeki in der Verkauften Braut, 2016 folgte dort der Edmund in Aribert Reimanns Lear. An der Wiener Staatsoper sang er 2015 den Herodes in Salome und debütierte als Mime in Rheingold und Siegfried bei den Bayreuther Festspielen.
Andreas Conrad hat unter Leitung bedeutender Dirigenten – wie Pierre Boulez, Christoph von Dohnányi, Marc Minkowski, Seiji Ozawa, Kirill Petrenko, Christian Thielemann oder Simone Young – gearbeitet.

## Weblink
- Andreas Conrad Homepage